# Li Minqi
Minqi Li (nascido em 1969) é um economista político chinês, voltado a teoria do sistema-mundo, cientista social,  e atualmente professor de Economia na Universidade de Utah. É tido como um dos grandes nomes da Nova Esquerda Chinesa.

## Biografia
Entre 1987 e 1990, Li Minqi foi aluno do Departamento de Gestão Econômica da Universidade de Pequim. Durante seu periodo de estudo tornou-se simpatizando do neoliberalismo em especial da Escola de Chicago e se envolveu com a ativismo estudantil e protestos contra o sistema Chinês.
Foi detido em 1990 após se envolver novamente em conflito com autoridades locais e levado a um centro de reeducação onde estudou textos de Karl Marx, Mao Zedong e outros pensadores marxistas até completar sua pena em 1992. No período seguinte viajou pela China debatendo com defensores do liberalismo e formulando seu próprio pensamento sobre o desenvolvimento político, social e econômico da China. Sua visão tornou-se diametralmente oposta ao corrente entre muitos membros do governo chinês não vendo vendo Mao Zedong como: "um legado revolucionário, e não um fardo histórico para futuros socialistas revolucionários". Se tornando um marxista radical e um grande critico do governo chinês e das reformas liberais implementadas por este.
Em 1994, ele escreveu o livro Desenvolvimento Capitalista e Luta de Classes na China, Sobre o desenvolvimento econômico da China na período maoista e pós reformas de Deng Xiaoping, também com uma breve analise marxista sobre os protestos de 1989, argumentando sobre como os protestos haviam sido abandonados pelos intelectuais liberais, levando a um massacre físico e ideológico da classe trabalhadora e a vitória do capitalismo burocrático. Ele tentou mostrar como isso abriu o caminho para a transição da China em direção ao capitalismo. Criticando a economia neoliberal e sua relação com a racionalidade econômica, suas contradições com a democracia e o crescimento da China com uma conclusão focando no capitalismo de estado. Advogando em favor da democracia socialista.
Após completar sua ruptura política com a corrente dominante da China e seus pares. Li chegou aos Estados Unidos em 25 de dezembro de 1994 e tornou-se um estudante de pós-graduação na Universidade de Massachusetts Amherst [Universidade de Economia de Delaware (1996)]. Desde então, ele está entre os principais promotores da "Nova Esquerda" Chinesa.
Li passou a ser um  ativo escritor para Monthly Review por algum tempo, escrevendo diversos artigos, entre eles "After Neoliberalism: Empire, Social Democracy, or Socialism?".
Em 2001, o foco de Li mudou para a Teoria do Sistema-mundo essa mudança também gerou uma nova visão sobre a economia chinesa e seu desenvolvimento. Influenciado pelo trabalho de Immanuel Wallerstein escreveu o artigo, “Reading Wallerstein’s Capitalist World-Economy—And the China Question in the First Half of the 21st Century” em chinês, sendo o primeiro economista a vincular a "ascensão da China" ao definhamento do capitalismo. O artigo ganhou popularidade entre a Nova Esquerda na China e sem o seu conhecimento foi publicado no livro Correntes do Pensamento: Nova Esquerda da China e Suas Influências, que ele encontrou enquanto passava por uma livraria chinesa na Filadélfia. No final de 2001, ele expandiu seu estudo da China em relação aos Sistemas Mundiais, em uma crítica à teoria de estratos sociais chineses de Jiang Zemin, em seu artigo "China’s Class Structure from the World-System’s Perspective". Li argumenta que a ascensão econômica da China de fato desestabilizaria enormemente a economia mundial capitalista de diversas formas e contribuiria para seu fim, posteriormente ampliou os conceitos em um novo artigo: "The Rise of China and the Demise of the Capitalist World-Economy: Historical Possibilities of the 21st Century.". De 2003 a 2006, ele ministrou cursos de graduação e pós-graduação em economia política na Universidade de York, em Toronto, Ontário, Canadá, e depois ensinou na Universidade de Utah, onde atualmente leciona.
Em 2009, ele reune diversos de seus artigos e publica como o livro "The Rise of China and the Demise of the Capitalist World-Economy", na qual ele argumenta, com base em uma análise de dados em relação a economia do mundo capitalista, que a única maneira de evitar o inevitável colapso da civilização é adotar um governo socialista mundial em meados do século XXI.
Mais tarde, ele trabalhou na tradução de "Power and Money" de Ernest Mandel  para o chinês com Meng Jie, e foi analista de questões chinesas em 2008 no The Real News.

## Trabalhos selecionados
- A ascensão da China e o fim da economia mundial capitalista. Londres: Pluto Press ; Nova Iorque: Monthly Review Press (novembro de 2008/janeiro de 2009).
- The Rise of China and the Demise of the Capitalist World Economy. NYU Press. [S.l.: s.n.] Março de 2009. ISBN 978-1-58367-182-5  The Rise of China and the Demise of the Capitalist World Economy. NYU Press. [S.l.: s.n.] Março de 2009. ISBN 978-1-58367-182-5  The Rise of China and the Demise of the Capitalist World Economy. NYU Press. [S.l.: s.n.] Março de 2009. ISBN 978-1-58367-182-5
- Três ensaios sobre empresas estatais da China: em direção a uma alternativa à privatização. Hamburgo: VDM Verlag (outubro de 2008).
- 'Socialismo, capitalismo e luta de classes: a economia política da China moderna', Economic and Political Weekly, XLIII (52): 77-96, 27 de dezembro de 2008 - 2 de janeiro de 2009.
- 'Mudança climática, limites ao crescimento e o imperativo para o socialismo', Monthly Review, 60: 3 (julho-agosto de 2008), pp. 51-67.
- 'Uma era de transição: Estados Unidos, China, Pico do Petróleo e o fim do neoliberalismo', Monthly Review, 59:11 (abril de 2008), pp. 20-34.
- «A Dialogue on the Future of China». New Left Review. I.
- 'Resposta à China: Reforma Trabalhista e o Desafio da Classe Trabalhadora', ' Capital and Class, 65 (1998).